# Legio XVIII
La Legio XVIII "Libyca" ("Decimoctava legión de Libia") fue una legión romana, creada por César Augusto alrededor del año 41 a. C. y destruida en la derrota de la batalla del bosque de Teutoburgo en septiembre del año 9 d. C. El sobrenombre y emblema de la legión son desconocidos.

## Historia
La legión fue creada probablemente para lidiar con la presencia de Sexto Pompeyo en Sicilia, donde el último resistente del segundo triunvirato amenazaba la producción de cereales de Roma. Fue también una de las legiones prometidas por César Augusto a Marco Antonio, pero que nunca entregó, para su campaña contra el Imperio persa. Más tarde, Augusto usó esta unidad contra la alianza entre Marco Antonio y Cleopatra en la batalla de Actium en el 31 a. C. 
Después del fin de la guerra civil, la Legio XVIII fue desplazada a la Galia. A finales del siglo I a. C. fue transferida nuevamente para la frontera del Rin e integrada en el ejército liderado por los hermanos Druso y Tiberio que amplió la Germania Inferior en 5 d. C. En ese período, prestó servicio en ella como tribunus militum el caballero romano Cayo Pompeyo Próculo, natural de la misma Roma, el primus pilus Sexto Cloacio Próculo y el soldado Tito Atidio Porción, natural de Ateste en la Regio X de Italia.
La Legio XVIII permaneció en la zona administrada por el gobernador Publio Quintilio Varo. A comienzos de septiembre de 9 d. C., Arminio, el líder de los queruscos, aliados de Roma, trajo noticias de una revuelta en la zona del Rin. Sin sospechar de la veracidad de la información recibida, Varo movilizó la Legio XVIII, junto con la Legio XVII y la Legio XIX, y se dirigió hacia el oeste. El día 9, los queruscos, liderados por el propio Arminio emboscaron al gobernador y sus legiones en el saltus Teutoburgensis, cerca de Osnabrück, en lo que hoy se conoce como la batalla del bosque de Teutoburgo. 
El resultado fue desastroso para el lado romano y la Legio XVIII y sus compañeras y sus auxiliares fueron aniquiladas y los estandartes perdidos. 
Años más tarde, Germánico lideró una expedición sobre la zona encontrándose con un escenario tétrico, compuesto por los restos mortales de los legionarios muchos de ellos mutilados. Germánico recuperó el águila de la Legio XVIII de los marsos en el año 16 después de la batalla de Idistaviso y lo llevó de vuelta a Roma.

## Bibliografía

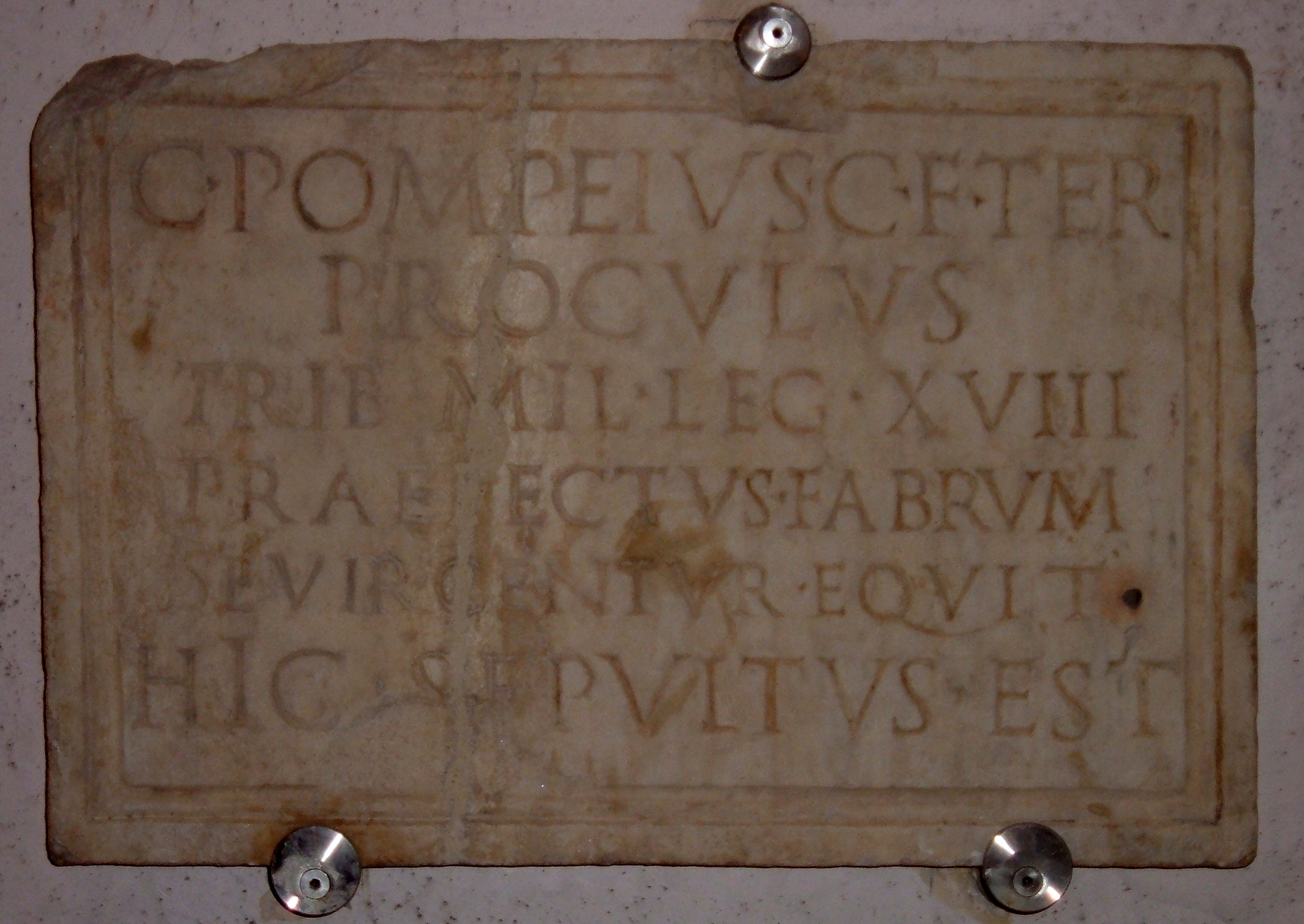
Placa funeraria dedicada a Cayo Pompeyo Próculo, tribuno en la XVIII entre finales del siglo I a.C. y principios del siglo I d. C.